# جونيور بورغوس
جونيور بورغوس (بالإسبانية: Efrain Burgos Jr.)‏ (14 أغسطس 1988 بسانتا آنا مونيسباليتي في السلفادور - ) هو لاعب كرة قدم سلفادوري في مركز الوسط. شارك مع منتخب السلفادور لكرة القدم. أما مع النوادي، فقد لعب مع أتلانتا يونايتد ونادي تورونتو وTampa Bay Rowdies ‏ وBakersfield Brigade ‏ وSan Francisco Seals (soccer) ‏ وخاخواريس دي كوردوبا وOrange County SC ‏ وChicago Fire U-23 ‏ وأتلانتا سيلفرباكس.

## روابط خارجية
- جونيور بورغوس على موقع ناشيونال فوتبول تيمز (الإنجليزية)
- جونيور بورغوس على موقع Soccerway.com (الإنجليزية)